# Julio García Heredia
Julio García Heredia (Lima, 1903 - Lima, 1970) fue un futbolista peruano. Jugó como mediocampista en el Alianza Lima en la década de 1930. Sus padres fueron Jacinto García y Rosario Heredia, y fue el hermano mayor de Eulogio García y Domingo García.

## Biografía
Residió en el distrito de Lince. Sus dos hermanos menores Eulogio y Domingo, también jugaron en las filas blanquiazules. Formó parte del equipo aliancista conocido como Rodillo Negro.

## Palmarés
| Título                                         | Club         | País | Año  |
| ---------------------------------------------- | ------------ | ---- | ---- |
| Primera División del Perú                      | Alianza Lima | Perú | 1927 |
| Primera División del Perú                      | Alianza Lima | Perú | 1928 |
| Primera División del Perú                      | Alianza Lima | Perú | 1931 |
| Primera División del Perú                      | Alianza Lima | Perú | 1932 |
| Primera División del Perú                      | Alianza Lima | Perú | 1933 |
| Primera División de la Liga Provincial de Lima | Alianza Lima | Perú | 1939 |